# Selda Bağcan
Selda Bağcan, född 1948, också känd som Selda är en turkisk musiker, gitarrist och musikproducent. Hennes musik kan kategoriseras som turkisk folkmusik, folkrock, psykedelisk folk och protestmusik.
Hon har arbetat som musiker sedan 1971 och släppt 40 album. Bağcan bor nu i Istanbul och driver musikproduktionsbolaget Majör Müzik Yapım.
Hennes musik har samplats av många musiker utanför Turkiet, exempelvis 2manydjs och hiphopartister som Mos Def, Oh No och Dr. Dre.